# 岐阜県立岐山高等学校

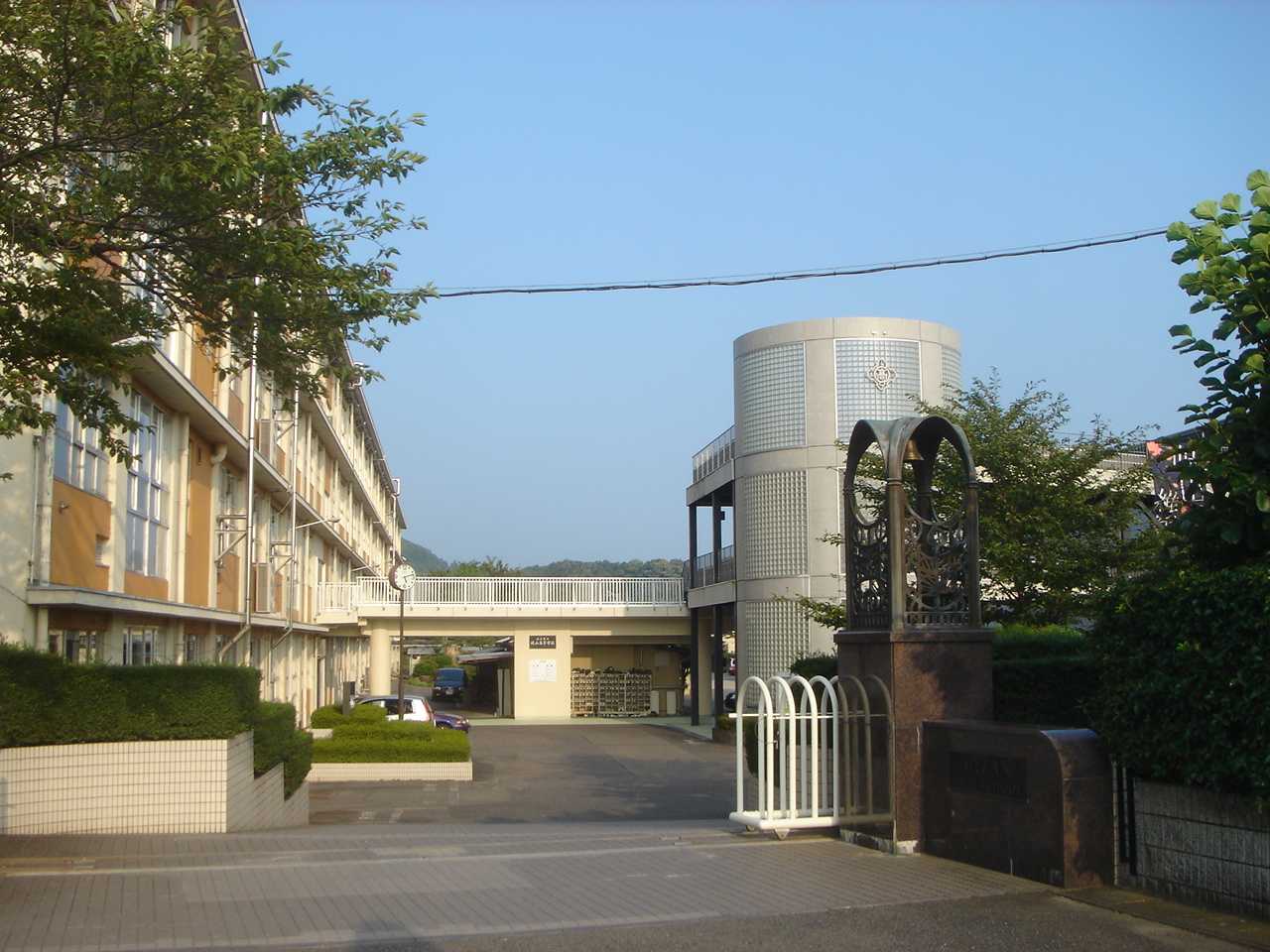
正門

岐阜県立岐山高等学校（ぎふけんりつぎざんこうとうがっこう）は、岐阜県岐阜市にある公立高校。学校名の名付け親は元岐阜市長の松尾吾策。通称でもある「岐山」は元々、織田信長によって井ノ口から岐阜に改名される際に、周の故事にならい沢彦によって提案された候補の一つ（岐阜、岐山、岐陽）であるが、松尾によれば、父親で元貴族院議員の松尾国松の号であるという。県で初めて理数科が設置され、かつてはスーパーサイエンスハイスクール指定校であった。

## 学校概要
- 創立 1958年（昭和33年）
- 合言葉 躍進岐山
- 校訓 
  - 「躍進岐山」の意気と誇りを持て
  - 全力を尽くして学業に励め
  - 礼儀正しく思いやりのある人となれ
  - 強健な心身をつくれ
- その他
  - 普通教室全室に冷暖房設備（冷房:クーラー・暖房:ストーブ、冷房はリモコン、暖房はコンセントを係が第一職員室に取りに行く）が設置されている。
  - 創立後、学食が設置されており「定食（天丼）」「カレーライス」「ラーメン」などが安価で提供されていた。現在は購買部が中庭の建物にあり、飲み物、パン、デザートなどが売られている。

## 沿革

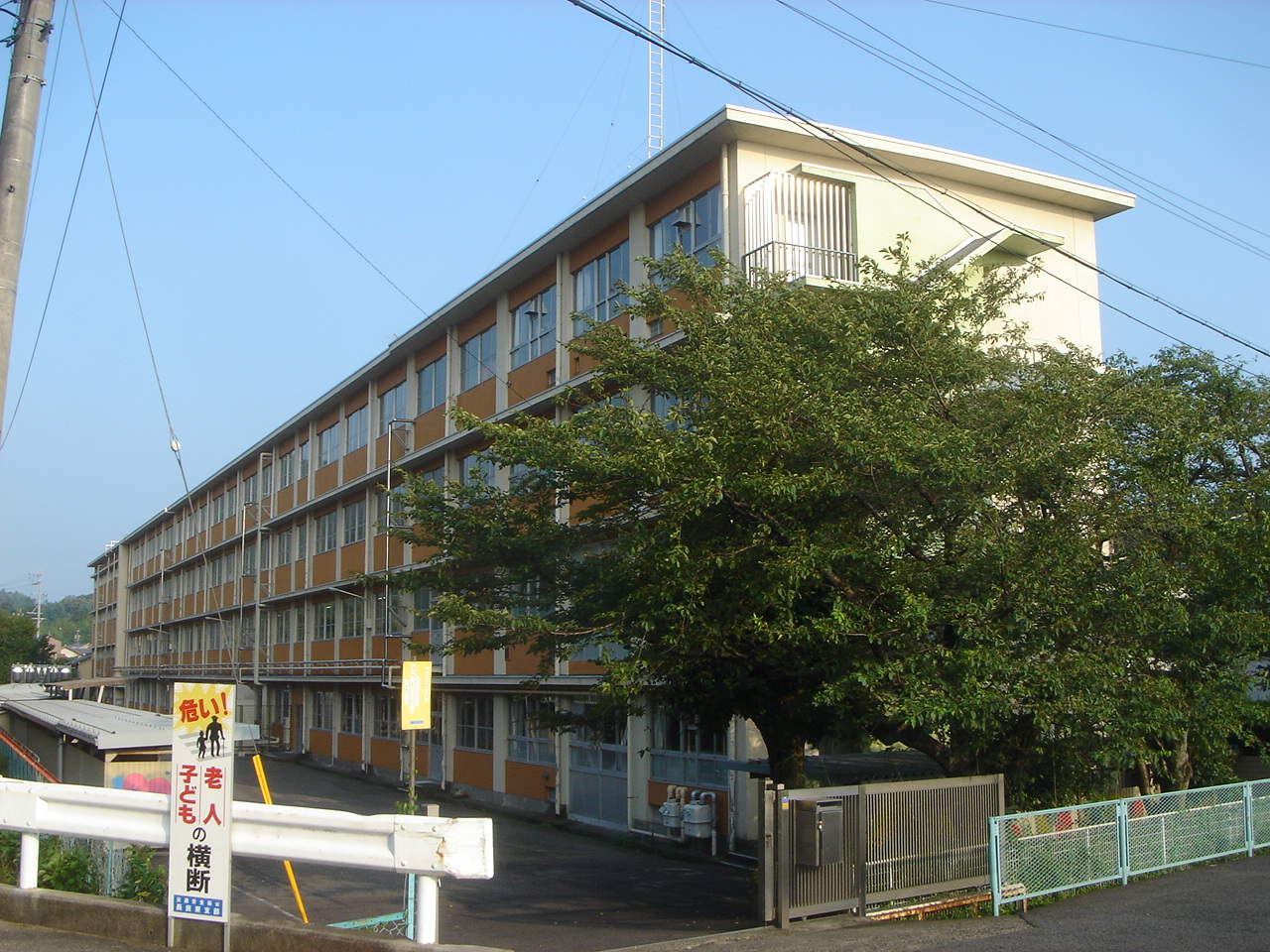
近景

- 1958年（昭和33年） 理工系を重視する高校として岐阜県立岐山高等学校設置。
- 1969年（昭和44年） 理数科設置。
- 1974年（昭和49年） 学校群制度実施（岐山高校は第3群で岐阜北高校と、第2群で長良高校と総合選抜）。
- 1983年（昭和58年） 学校群制度が廃止される。
- 2003年（平成15年） スーパーサイエンスハイスクールに指定される（平成22年度まで）。
- 2011年（平成23年） スーパーサイエンスハイスクール経過終了措置指定（平成24年度まで）。
- 2013年（平成25年） 県立高校改革リーディングプロジェクト推進事業指定（平成27年度まで）。
- 2015年（平成27年） アクティブラーニング指導法研修・開発事業の開発実践協力校の指定を受ける。
- 2016年（平成28年） 次期学習指導要領を見据えたカリキュラム開発事業（魅力ある高校づくり推進事業）の指定を受ける。
- 2018年（平成30年)　岐阜県の理数教育フラッグシップハイスクールの指定を受ける。
- 2025年 (令和7年)  北舎の改修工事をし、完成した。

## 特色

### 教育面
1時限50分で火水金は6時限、月木は7時限である。定期考査（前期中間、前期末、後期中間 、学年末）の他に、春、GW明け、夏、冬の休み明けに課題実力テストがある。

### 理数科
- 化学・生物or地学・物理の3科目の理科科目を学習する。
- 物理・化学分野の「課題研究」や御岳での野外学習など、普通科にはない特色ある活動が行われている。

### スーパーサイエンスハイスクール
- 研究開発課題
  - 創造性や独創性に富んだ科学技術人材を育成するための大学・研究機関との連携を生かした理数系教育の研究開発
- 岐阜大学全学部との連携によって高度な実験や実習、講演会などが行われている。
- 県試験研究機関や名古屋大学での研修が行われている。

### 学校行事
岐山祭と呼ばれる文化祭が9月に2日間にかけて行われる。以前は3日目が存在し、体育祭があったが、近年は行われていなかったが、2023年(令和5年度)は体育祭が岐阜メモリアルセンター「で愛ドーム」での開催になり、新たな形で復活した
球技大会も新型コロナウイルス感染症の影響で開催されなかったが、令和6年度から体育祭同様、岐阜メモリアルセンターで開催されるようになった。
修学旅行は2年生の時に行われる。令和5年度は静岡、令和6年度は宮城・東京（東京ディズニーリゾート）であった。

## 生徒会活動
会長・副会長ともに1名ずつが選挙で選出されるという珍しい運用となっている。会長が指名する委員長・書記・会計を含めて最大13人で生徒会執行部として活動している。
生徒会執行部が球技大会・岐山祭など行事を企画・運営している。
校則改革のプロセスとして、全校生徒と職員が合同で話し合いを行う「アイデアソン」が実施されている。令和6年2月には「スマホのルール・アイデアソン」として、アイデアソンごとにテーマが設定されているのが特徴。
Instagram等のSNSを使用して生徒会活動を発信している。

## 校則
式典が行われる日（校内ではフォーマル・ウェアデーと呼ばれている）以外は、私服で登校が可能。
化粧・頭髪について、校則で規制されていないが、清楚が旨であると自立を促す文言となっている。

## 部活動
部活動では近年陸上部の活躍が目立つ。また、今年は野球部も活躍した。
個人種目で県大会優勝・東海大会優勝のほか、インターハイにおいても入賞。また放送部が強いほか、理系に強い学校らしく地学物理部や化学部、生物部などがコンクールで優秀な成績をおさめている。特に地学物理部は「第1回中高生南極北極オープンフォーラム」において最優秀賞と優秀賞を受賞し、2005年には県民栄誉賞も受賞した。
2024年11月に放送部（正式名称は放送演劇部放送班）が全国大会に出場を決めている。かつては、理系に強い学校らしく地学物理部や化学部、生物部などがコンクールで優秀な成績をおさめていた。特に地学物理部は「第1回中高生南極北極オープンフォーラム」において最優秀賞と優秀賞を受賞し、2005年には県民栄誉賞も受賞した（現在は放送部は放送演劇部、地学物理部は自然科学部地学物理講座となっている）。

### 運動系部活動
- 男子ソフトテニス部
- 女子ソフトテニス部
- 男子バレーボール部
- 女子バレーボール部
- 男子ハンドボール部
- 女子ハンドボール部
- 陸上競技部
- 体操部
- 男子バスケットボール部
- 女子バスケットボール部
- 柔道部
- 剣道部
- サッカー部
- 卓球部
- 硬式野球部

### 文化系部活動
- 放送演劇部（放送班・演劇班）

※実態は別部である。
- アート部
- 吹奏楽部
- 自然科学部（生物講座・化学講座・地学物理講座・数学研究班）

※実態は別部である
- 郷土研究部
- 茶華道部
- 箏曲部
- インターアクト部

## 著名な出身者
- 村上克司 - 玩具工業デザイナー、元バンダイ専務取締役 1期生
- 山本亜土 - 名古屋鉄道会長、ANAホールディングス社外取締役、名古屋市商工会議所会頭 6期生
- 藤井義昭 - ガラス工芸作家 7期生
- 杉山利夫 - 岐阜市議会議員 12期生
- 奥田英朗 - 小説家 18期生
- 本田恵子 - 漫画家 20期生
- 池戸一成 - 各務原市議会議員 23期生
- 雅まさ彦 - 男性アイドルグループ幕末塾の元メンバー 27期生
- RYU REX（リュウレックス）- MEGARYUボーカル 35期生
- 柳家燕弥 - 落語家 35期生

## 交通機関
- 岐阜バス
  - JR岐阜駅バスターミナル12番乗り場、 名鉄岐阜駅・神田町通りのりば4番乗り場から

N61：三田洞団地行、N62：三田洞自動車学校行、N71：美濃市駅行、N72：中濃庁舎行、N73：岐阜女子大行、N75：山県市役所行、N80：高富行、N82：山県高校行、N83：洞戸栗原車庫行、N84：塩後行、N85：谷合行
「長良高見」停留所下車、東へ徒歩7分
- JR岐阜駅バスターミナル13番乗り場、 名鉄岐阜駅・神田町通りのりば4番乗り場から

N43：松籟団地行
「真福寺公民館口」停留所下車、北へ徒歩8分
- 名鉄岐阜駅・岐阜バスターミナルC乗り場、JR岐阜駅バスターミナル10番乗り場から

K55：彦坂真生寺行、K51：三田洞団地行
「下岩崎」停留所下車、東南へ10分

## 周辺

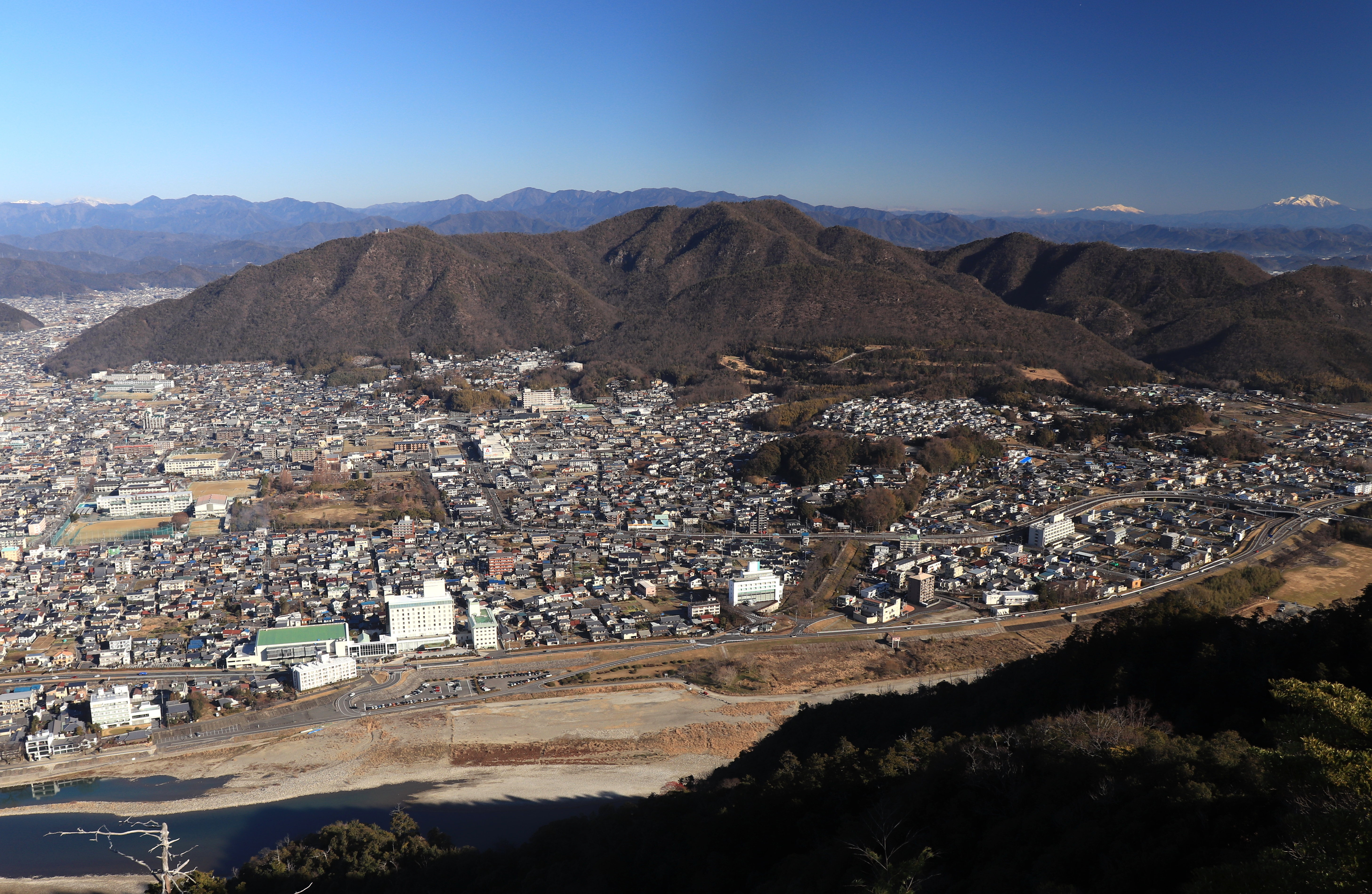
岐阜城から望む百々ヶ峰、その南西麓に所在する（画像の左端中央部上寄り）

- 岐阜市の最高峰である百々ヶ峰の南西麓に所在する。そのため校歌に百々ヶ峰が歌われている。山麓ぎりぎりに建っているため、雨の時は百々ヶ峰から雲が降りてくることがある。また、地震の時は発生前に百々ヶ峰から地鳴りが聞こえる事がある。